# Betty (musikalbum)
Betty är ett musikalbum av Helmet släppt i juni 1994 på Interscope Records. I USA nådde albumet en högre försäljningsplacering än sin föregångare Meantime, men Betty saknade en stor hitsingel (vilken Meantime hade haft med "Unsung") och blev därför i längden ingen storsäljare. Den mest kända låten från albumet är "Milquetoast" som även släpptes som singel.

## Låtlista
1. "Wilma's Rainbow" - 3:53
2. "I Know" - 3:41
3. "Biscuits for Smut" - 2:53
4. "Milquetoast" - 3:53
5. "Tic" - 3:40
6. "Rollo" - 2:38
7. "Street Crab" - 3:31
8. "Clean" - 2:26
9. "Vaccination" - 3:04
10. "Beautiful Love" - 2:03
11. "Speechless" - 2:58
12. "The Silver Hawaiian" - 2:08
13. "Overrated" - 2:40
14. "Sam Hell" - 2:09

## Listplaceringar
- Billboard 200, USA: #45[1]
- Topplistan, Sverige: #13[2]